# Habromys lepturus
Habromys lepturus é uma espécie de roedor da família Cricetidae.
Apenas pode ser encontrada no México.
Os seus habitats naturais são: florestas subtropicais ou tropicais húmidas de baixa altitude.